# Farmer’s Dynasty
Farmer’s Dynasty ist ein Rollenspiel im Stil einer Wirtschafts- und Lebenssimulation, das von UMEO Studios entwickelt und 2019 von Toplitz Productions veröffentlicht wurde. Das Computerspiel ist Teil der Dynasty-Reihe des Publishers, in der der Spieler aus Sicht eines Spielcharakters im jeweiligen thematischen Setting eine neue Dynastie gründet. Das Spiel erschien 2017 zunächst als Early-Access-Version auf Steam und wurde im November 2019 als Vollversion für Windows, PlayStation 4, Xbox One und Nintendo Switch veröffentlicht.

## Handlung
In einer fiktiven, ländlichen Gegend startet der Spieler als Erbe des heruntergekommenen Bauernhofes seines Großvaters. Oliver, der Nachbar, wartet bereits, um den Hof in einer kurzen Führung zu zeigen und die Notwendigkeit der Renovierung zu unterstreichen. Fortan bringt der Spieler also den Hof auf Vordermann, bewirtschaftet denselben und das zugehörige Ackerland und integriert sich in die Dorfgemeinschaft.

## Spielmechanik
Der Spielercharakter wird aus der Egoperspektive gesteuert, in Fahrzeugen ist alternativ die Schulterperspektive möglich. Zu Beginn des Spiels werden einige Grundfunktionen wie Bewegung und die Reparatur der Gebäude erklärt, außerdem erhält der Spieler erste Quests, bei deren Erfüllung er weitere Spielmechaniken erlernt, etwa das Kernelement der Landwirtschaft.
Zu Beginn besitzt der Spieler, abgesehen vom eigenen Hof, nur einen kleinen Acker, kann jedoch im Verlauf des Spiels auf der frei begeh- und befahrbaren Karte zusätzliches Land kaufen und mit Landmaschinen bewirtschaften, die er als Questbelohnung erhält oder kaufen kann. Weitere Aktivitäten abseits des Ackers sind Viehhaltung, Gemüseanbau im hofeigenen Gewächshaus, Reparatur und Ausbau der Farmgebäude oder ein Angelausflug.
Durch Nebenquests bei Einwohnern der Gegend erhält der Spieler Belohnungen und „Sozialpunkte“ – ein Wert für das Ansehen in der Gegend, der unter anderem zu Rabatten bei Händlern führt. Für die Dynasty-Reihe charakteristisch, kann der Spieler außerdem die Frau seines Lebens kennenlernen, heiraten und eine Familie gründen.

## Rezeption
Die Reviews von Farmer’s Dynasty fielen gemischt aus. Der Aspekt, eine Landwirtschafts- und Lebenssimulation zu kombinieren, wird grundsätzlich gut aufgenommen. Reparaturaufgaben werden, anders als im Nachfolger Lumberjack’s Dynasty, eher gelobt und sogar als „therapeutisch“ beschrieben.
Kritisiert wird vor allem, dass der Spielercharakter in keiner Weise anpassbar ist und als Partner nur weibliche Charaktere wählbar sind. Laut Stan Cohen von GameSpew fühle man sich seinem Charakter dadurch nicht sehr nah, es fehle an Immersion. Ebenfalls werden die Qualität der Sprachausgabe, der Animationen und der Emotionen der NPCs bemängelt.